# Genya Ravan
Genya Ravan (Łódź, 1940) est une chanteuse de rock et productrice américaine. Elle fait partie du groupe Goldie and the Gingerbreads (en). 